# 王广泉
王广泉（1955年2月—），河北容城人，1971年参加工作，于1974年入党，毕业于北京市职工业余大学（北京市东城区职业大学前身）中文专业。现任珠海市人民政府人大常委会主任及党组书记。